# Xianggelila
Xianggelila (kinesiska: 香格里拉, 香格里拉镇) är en köping i Kina. Den ligger i provinsen Sichuan, i den sydvästra delen av landet, omkring 430 kilometer sydväst om provinshuvudstaden Chengdu. Antalet invånare är 3031. Befolkningen består av 1 523 kvinnor och 1 508 män. Barn under 15 år utgör 21,0 %, vuxna 15-64 år 71 %, och äldre över 65 år 6,0 %.
Genomsnittlig årsnederbörd är 754 millimeter. Den regnigaste månaden är juli, med i genomsnitt 221 mm nederbörd, och den torraste är november, med 1 mm nederbörd.